# Brovello-Carpugnino
Brovello-Carpugnino ist eine Gemeinde in der italienischen Provinz Verbano-Cusio-Ossola (VB) in der Region Piemont.

## Lage und Einwohner
Der Ort liegt 22 Straßenkilometer südlich von der Provinzhauptstadt Verbania auf einer Höhe von 445 m ü. M. Das Gemeindegebiet umfasst eine Fläche von 8 km² und hat 793 Einwohner (Stand am 31. Dezember 2023). Zu Brovello-Carpugnino gehören die Fraktionen Brovello, Carpugnino, Graglia Piana, Stropino, Cascinone und Locco. Die Autostrada A26 liegt direkt an der Gemeinde. 
Die Nachbargemeinden sind Armeno, Gignese, Lesa, Massino Visconti und Stresa.

## Geschichte

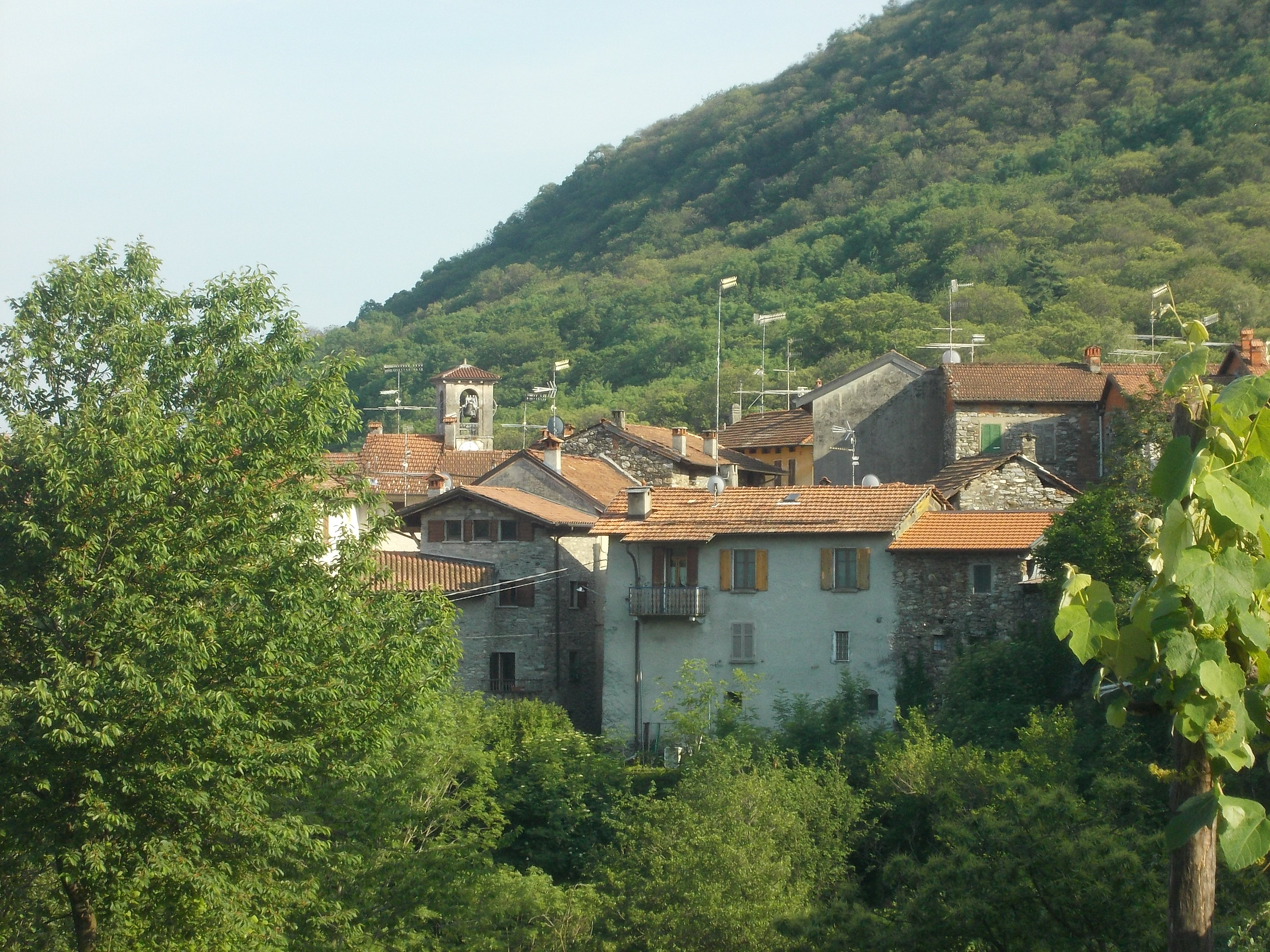
Brovello

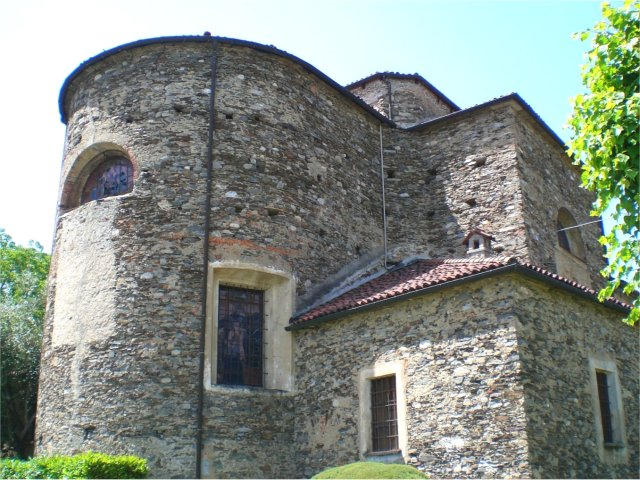
Pfarrkirche San Rocco

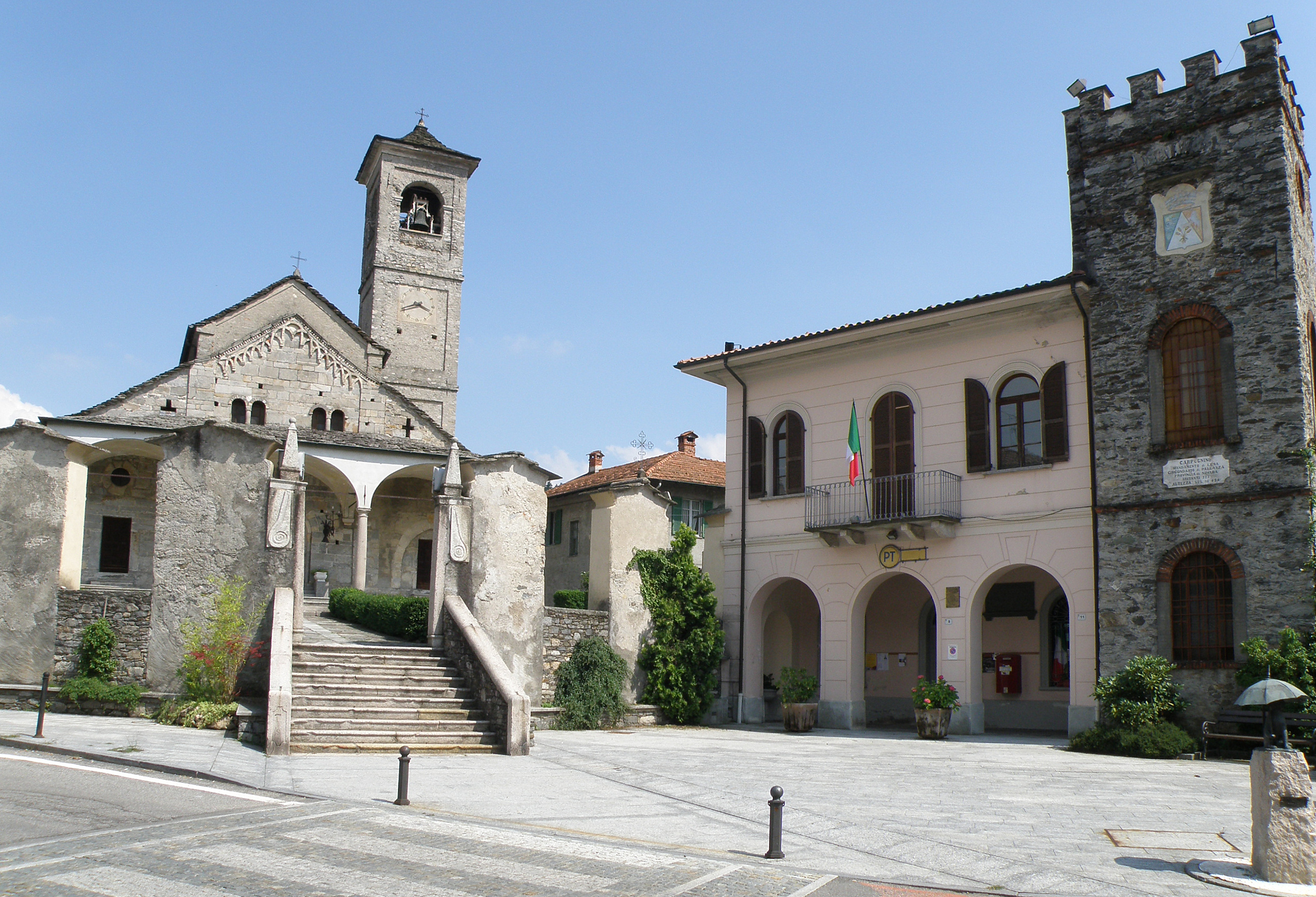
Carpugnino, Kirche San Donato und Piazza I Gennaio

Brovello wird seit 1235 in den Quellen mit dem Namen Broello erstmals erwähnt und war sicherlich ein befestigtes Zentrum, auch wenn das Schloss im 15. Jahrhundert in Verfall geriet. Der mittelalterliche Kern des Dorfes offenbart seine Ursprünge, die durch erhaltene alte Bauernhäusern belegt sind; ein kleiner Weg führt hinunter zum Bach Airola-Scoccia, der von einer alten Steinbrücke überquert ist.

## Sehenswürdigkeiten
- Pfarrkirche San Rocco 17. Jahrhundert.
- Kirche Santi Pietro e Paolo mit dem romanischen Glockenturm (11. Jahrhundert)
- Romanische Kirche San Donato im Ortsteil Carpugnino erbaut im 12. Jahrhundert, im 16. Jahrhundert wurde ein Portikus hinzugefügt. Sie wurde 1902 zum Nationaldenkmal erklärt